# مارکت بازورث
latitudeمارکت بازورثlongitudeمارکت بازورث
مارکت بازورث (به انگلیسی: Market Bosworth) یک شهرک در بریتانیا است که در انگلستان واقع شده‌است.

## خصوصیات
مارکت بازورث ۱٬۹۰۶ نفر جمعیت دارد.